# هستک (الیگودرز)
هستک یک روستا در ایران است که در دهستان ذلقی شرقی شهرستان الیگودرز واقع شده‌است. هستک ۱۰۸ نفر جمعیت دارد.